# Abraham Zuchman
Abraham Zuchman (in ebraico אברהם זוכמן‎?; New Haven, 1951) è un ex cestista statunitense naturalizzato israeliano.

## Carriera
Con Israele ha partecipato ai Campionati europei del 1971.